# بيدرو سيماو
بيدرو سيماو هو لاعب رماية برازيلي، (و. 1915  م).

## وصلات خارجية
- بيدرو سيماو على موقع أوليمبيديا (الإنجليزية)